# Walter Hodge
Walter Hodge (ur. 21 września 1986 w Guaynabo) – portorykański koszykarz, występujący na pozycjach rozgrywającego lub rzucającego obrońcy, posiadający także obywatelstwo Wysp Dziewiczych Stanów Zjednoczonych, od 2024 zawodnik Orlenu Zastal Zielona Góra.
Absolwent uniwersytetu na Florydzie. Jako zawodnik zespołu akademickiego Florida Gators dwukrotnie wywalczył mistrzostwo ligi NCAA. Karierę seniorską rozpoczął od występów w swojej ojczyźnie.
W 2011 wraz z reprezentacją Wysp Dziewiczych Stanów Zjednoczonych w koszykówce mężczyzn, w której występuje, wygrał Mistrzostwa Karaibów w Koszykówce Mężczyzn 2011, zdobywając tytuł mistrza Karaibów w koszykówce mężczyzn.
11 grudnia 2017 został zawodnikiem tureckiego Gaziantep Basketbol.
25 września 2018 dołączył po raz kolejny w karierze do Homenetmen Bejrut. 27 maja 2019 podpisał trzyletnią umowę z Sagesse - Al Hekmeh Bejrut. 28 listopada zawarł kontrakt z saudyjskim Al Wehda Mecca. 13 stycznia 2022 został zawodnikiem Al Kuwejt SC.
26 października 2024 został po raz kolejny w karierze zawodnikiem Orlenu Zastal Zielona Góra.

## Osiągnięcia
Stan na 16 stycznia 2025, na podstawie, o ile nie zaznaczono inaczej.

### NCAA
- Mistrz:
  - NCAA (2006, 2007)[11]
  - turnieju konferencji Southeastern (SEC – 2006, 2007)
  - sezonu regularnego SEC (2007)

### Drużynowe
- Mistrz:
  - Koszykarskiej Ligi Afryki (Basketball Africa League – BAL – 2021)[12]
  - klubowych mistrzostw arabskich (2017)
  - Polski (2013)
  - Portoryko (2012, 2016, 2018, 2021[13])
  - Libanu (2018)
  - Kuwejtu (2022)
- Brązowy medalista mistrzostw Polski (2012)
- Zdobywca pucharu Libanu (2018)
- Finalista pucharu:
  - Polski (2012)
  - Liderów Francji (2017)
  - Antoine Choueiri Cup (2019)[14]

### Indywidualne
- MVP:
  - Koszykarskiej Ligi Afryki (BAL – 2021)[12]
  - sezonu regularnego:
    - PLK (2012, 2013)[15]
    - ligi portorykańskiej BSN (2014, 2022)[16]

  - finałów BSN (2018)
  - meczu o brązowy medal PLK (2012)[17]
  - meczu gwiazd PLK (2013)
  - miesiąca PLK (styczeń 2013)
  - kolejki:
    - 5. rundy Eurocup (2014/15)
    - 5. i 6. tygodnia rozgrywek fazy TOP 16 Eurocup (2013)
    - kolejki OBL (14 – 2024/2025)[18]
- Uczestnik meczu gwiazd:
  - PLK (2011, 2012, 2013)[19]
  - francuskiej ligi LNB Pro A (2016/17)[20]
- Lider:
  - strzelców:
    - Eurocupu (2013)
    - całego sezonu PLK (2012)
    - sezonu regularnego PLK (2013)

  - w asystach ligi portorykańskiej (2014)
  - w przechwytach ligi portorykańskiej (2014)
- Zaliczony do[21]:
  - I składu:
    - PLK (2012, 2013)
    - kolejki OBL (14 – 2024/2025)[22]

  - II składu Eurocup (2013)
  - III składu PLK według dziennikarzy (2011)
- Klub z Zielonej Góry zastrzegł należący do niego numer 15

### Reprezentacja
- Mistrz Karaibów (2011)[23]
- Uczestnik:
  - mistrzostw:
    - Ameryki (2009 – 10. miejsce)
    - Ameryki Środkowej (2010 – 9. miejsce, 2012 – 7. miejsce, 2014 – 6. miejsce, 2016 – 5. miejsce)

  - Igrzysk Ameryki Środkowej i Karaibów (2010)
- Lider:
  - strzelców mistrzostw Ameryki Środkowej (2012)
  - mistrzostw Ameryki w przechwytach (2009)